# Prisión de Predicadores
La prisión de Predicadores en Zaragoza, fue una cárcel española para mujeres que estuvo en funcionamiento  desde 1939 hasta 1955, bajo la dictadura de Francisco Franco.

## Contexto histórico
Las cárceles fueron un elemento clave en la represión franquista, además de los campos de concentración y los batallones de trabajadores. En 1940, según el Ministerio de Justicia, el número de presos era de 280.000, de los cuales 17.800 eran mujeres.
En 1948, España experimentó cambios significativos tanto en el contexto nacional como internacional. Ese año fue el fin oficial de la guerra civil, aunque no de la represión. La sociedad vivía bajo un estado de guerra formalmente declarado desde el 18 de julio de 1936, hasta el 7 de abril de 1948. El 9 de octubre de 1945 se había anunciado un indulto total que, en teoría, dejó las cárceles españolas sin presos políticos.

## Historia
El edificio, construido en siglo XVI, era el palacio de los Duques de Villahermosa. Allí estuvo el Tribunal de la Inquisición desde 1759 a 1820. Tras la publicación de la Real Orden de 6 de junio de 1821, que dictaba que se estableciera en ese caserón la cárcel pública, el inmueble, propiedad del Estado, fue cedido al Ayuntamiento. Fue inaugurado como cárcel en 1882. Tomó el nombre de Predicadores por llamarse así la calle donde estaba. En 1928 dejó sus funciones y los presos fueron llevados a la nueva prisión de Torrero, en la que había un pabellón destinado a las mujeres.
Tras la guerra civil, la prisión de Torrero, diseñada para 150 personas, llegó a albergar más de 3,000 reclusos considerados enemigos del Estado. Para aliviar el hacinamiento, las autoridades penitenciarias trasladaron a las mujeres y sus hijos a la antigua cárcel de Predicadores ya que reutilizar viejas cárceles o conventos cedidos por órdenes religiosas fue algo común en todo el Estado.Así el 6 de abril de 1939, se trasladaron 512 mujeres y 53 niños a la Prisión Rehabilitada de Predicadores. El 20% de ellas eran políticas, un 11% comunes y el resto preventivas. El 17 de abril de 1940, al menos 186 mujeres ingresaron en la Prisión Habilitada de Predicadores procedentes de la cárcel de Las Ventas.
En 1950, la Dirección General de Prisiones, ya había decidido cerrar las prisiones habilitadas durante la guerra y la posguerra, trasladando a las políticas a prisiones centrales, como la se Segovia. Predicadores sería una de las últimas en cerrarse. El 22 de noviembre de 1955, el director de la Prisión habilitada de Predicadores cerró definitivamente sus puertas entregando las llaves de la cárcel al alcalde de Zaragoza, Luis Gómez Laguna.

## Vida en prisión
Convivieron en la prisión las presas comunes, las anteriores (encarceladas desde julio de 36 hasta abril de 1939) y las posteriores, detenidas después del final de la guerra. La mayoría de las anteriores no tenían afiliación política clara y estaban detenidas por motivos diversos. Muchas fueron apresadas por ser familiares de republicanos o por denuncias motivadas por venganzas personales. Algunas lograron beneficiarse de los indultos y otras vieron reducidas sus condenas. Las posteriores fueron detenidas por delitos políticos o ayuda a la guerrilla y eran presas de larga condena.
El hacinamiento generó serios problemas de abastecimiento, insalubridad y falta de higiene. Las ayudas en dinero o paquetes que las familias llevaban fueron vitales para la supervivencia ya que la comida era insuficiente. Hubo varias crisis sanitarias como una de viruela, en abril de 1939, en la que murieron cuatro presas y diez niños. La escasez de agua para su higiene tenía un efecto psicológico, ya que deshumanizaba a las presas además de hacerles más proclives a coger enfermedades. El jabón era un lujo. Las presas dormían en el suelo de las dos salas principales del edificio, “a baldosa por persona” y algunas lo hacían en las siete celdas que había.No había calefacción. El caserón era un lugar frío y húmedo fuera invierno o verano.

## Memoria histórica
- Del edificio solo se conserva la fachada. Hay un edificio nuevo destinado a colegio público en cuyo interior hay una placa en memoria de las presas.[7]
- La cárcel fue recordada por numerosa presas, entre ellas María Salvo y Petra Cuevas, en los testimonios recopilados por Tomasa Cuevas en su libro Testimonios de mujeres en las cárceles franquistas donde recuerdan las duras condiciones de la prisión.[8]